# Elliptera jacoti
Elliptera jacoti är en tvåvingeart som beskrevs av Alexander 1925. Elliptera jacoti ingår i släktet Elliptera och familjen småharkrankar. Inga underarter finns listade i Catalogue of Life.